# Wojutycze (przystanek kolejowy)
Wojutycze (ukr. Воютичі, ros. Воютычи) – przystanek kolejowy w miejscowości Wojutycze, w rejonie samborskim, w obwodzie lwowskim, na Ukrainie.